# Torf
Torf de Tourville también Torf de Harcourt (Plouigneau, c. 901-970) fue un normando de origen danés del siglo X. Señor de Pont-Audemer y de Tourville, descendiente de los primeros vikingos que se asentaron en el Sena, primer referente de la casa de Beaumont y familia de Harcourt de Normandía.
Su origen escandinavo se atestigua en las fuentes de la historiografía, porque sus miembros llevan nombres nórdicos de padres a hijos. Así, este Torf fue padre de Thorolf y Thorketil, abuelo de Ansketil (990-1034), heredero de la familia de Harcourt.
Su existencia sólo es conocida por la mención de Guillermo de Jumièges en su Gesta Normannorum Ducum. El monje cita que fue el padre de Turold de Pont-Audemer y que dio su nombre a varias ciudades de Normandía llamadas Tourville. Es posible que el municipio de Tourville-sur-Pont-Audemer (Torivilla, Turvilla hacia 1034) le deba su nombre. Sin embargo, esta hipótesis es impugnada, en particular por François de Beaurepaire que se basa en las antiguas formas de las Tourvilles de Normandía y que señala que son todas del tipo Tor villam, Turville, Tori villa , etc. es decir el dominio de Tori/Thor mientras que si fuera Torf, deberíamos considerar 'Torvi villa' o 'Torf villa'.
Algunos historiadores como Jacques Le Maho lo identifican con Turstin (Torstein) el Rico, un gran terrateniente del valle del Sena y posible suegro de Roberto el Danés. Otras obras, verían a Torf como hijo o nieto de Bernard el Danés, regente del Ducado durante la minoría de edad de Ricardo I de Normandía.

## Herencia
Según Guillermo de Jumièges, Torf se casó con Eremburge (Ertemberge) de Bricquebec, una hija de Anslech de Bricquebec y tuvo dos hijos: 
- Turquetil de Harcourt, primer ancestro de la casa de Harcourt.
- Turold de Pont-Audemer, primer ancestro de la casa de Beaumont .